# Liga da Juventude Patriótica Socialista
A Liga da Juventude Patriótica Socialista é a principal organização juvenil da Coreia do Norte, funcionando como a maior e mais influente entidade de massa para jovens no país. Subordinada diretamente ao Comitê Central do Partido dos Trabalhadores da Coreia, é a única organização de massa explicitamente mencionada na carta do partido, o que sublinha sua importância na estrutura política norte-coreana. A organização serve como um elo crucial entre a juventude e o Partido dos Trabalhadores da Coreia, visando moldar ideologicamente os jovens de acordo com os princípios do regime. Sua ideologia oficial é o Kimilsungismo-Kimjongilismo, uma doutrina que sintetiza as ideias dos líderes fundadores do país, Kim Il-sung e Kim Jong-il.
A Liga da Juventude Patriótica Socialista é inspirada no Komsomol da antiga União Soviética e abrange a maioria dos norte-coreanos sem filiação partidária com idades entre 15 e 30 anos. No entanto, mulheres casadas que optam por se tornar donas de casa são transferidas para a União Socialista das Mulheres da Coreia. Para os mais jovens, com menos de 15 anos, existe o Corpo Jovem Pioneiro, que faz parte da maior União das Crianças da Coreia. Essas organizações de base preparam as crianças para uma eventual integração na Liga da Juventude Patriótica Socialista, garantindo uma continuidade na formação ideológica desde a infância.

## História

### Primeiros anos e mudanças de nome
A organização foi fundada em 17 de janeiro de 1946 como a Liga Democrática da Juventude da Coreia do Norte, atuando como a ala juvenil do Partido dos Trabalhadores da Coreia do Norte. Seis meses após sua criação, em junho de 1946, a Liga estabeleceu relações internacionais ao aderir à Federação Mundial da Juventude Democrática, conectando-se a outros movimentos juvenis marxista-leninistas e anti-imperialistas.
Em 1949, a organização foi renomeada para Liga Democrática da Juventude da Coreia. Em maio de 1964, passou a ser conhecida como Liga da Juventude Trabalhadora Socialista da Coreia. Em 1996, celebrando seu 50º aniversário, a Liga assumiu o nome de Liga da Juventude Socialista Kim Il Sung, uma homenagem ao fundador do país, Kim Il-sung.
Em 27 e 28 de agosto de 2016, no seu 9º Congresso, a Liga da Juventude Socialista Kim Il Sung foi novamente renomeada para Liga da Juventude Kimilsungista-Kimjongilista, refletindo a crescente ênfase na ideologia de Kim Jong-il ao lado da de Kim Il-sung. A mudança de nome mais recente ocorreu em 27 e 28 de abril de 2021, no seu 10º Congresso, quando a organização adotou o nome atual de Liga da Juventude Patriótica Socialista, com o objetivo de expressar sua natureza como uma força de reserva para a construção socialista.

### Congressos e lideranças
A história da Liga também é marcada por longos intervalos entre seus congressos, refletindo possivelmente períodos de consolidação interna ou ajustes políticos. O 8º congresso da liga juvenil foi realizado em fevereiro de 1993, após um hiato de 12 anos desde o 7º congresso, que ocorreu em 1981. A conferência seguinte aconteceu em 12 de julho de 2012, uma década após a anterior, realizada em 21 e 22 de março de 2002. O 9º congresso foi convocado para janeiro de 2016, 23 anos após o anterior.
Em 4 de janeiro de 2007, em Pyongyang, Kim Song-chol, o Primeiro Secretário do Comitê Popular Municipal de Pyongyang da Liga da Juventude Socialista Kim Il Sung (na época), proferiu um discurso em uma manifestação em massa, juntamente com outros altos funcionários do governo, elogiando a política de Songun (militar primeiro) da Coreia. Durante o discurso, Kim Song-chol afirmou que o país deveria fortalecer os "corpos desafiadores da morte" e criar uma "vanguarda juvenil fielmente seguindo a política Songun do Partido".
Em 22 de março de 2012, durante a 47ª reunião plenária do Comitê Central da Liga da Juventude Socialista Kim Il Sung, em Pyongyang, o então Primeiro Secretário Ri Yong-chol foi destituído de seu cargo devido à sua idade, e Jon Yong-nam foi eleito para a posição. Atualmente, o chefe da liga é o Presidente do Comitê Central, Pak Chol-min.
Recentemente, Choe Ryong-hae tem sido notado por substituir funcionários militares por membros da Liga da Juventude, indicando uma possível crescente influência da organização juvenil nos círculos de poder.

## Deveres
Dentro da estrutura governamental, a Liga colabora com outros ministérios e órgãos voltados para a juventude, como o Ministério da Educação, na coordenação da política nacional da juventude da Coreia do Norte. Sua atuação é vital no planejamento, implementação e avaliação dessa política, servindo como uma plataforma nacional que conecta organizações e atividades juvenis governamentais e não governamentais no âmbito da política geral.
A Liga é considerada o mais importante campo de treinamento ideológico e organizacional do Partido dos Trabalhadores da Coreia. Possui ramificações e células em todos os locais onde existem organizações partidárias regulares, garantindo uma presença capilar em todo o país. "Células da liga juvenil existem no exército, fábricas, fazendas cooperativas, escolas, instituições culturais e agências governamentais", assegurando que a influência da Liga permeie todos os aspectos da vida dos jovens norte-coreanos.
Após a morte de Kim Il Sung, o movimento juvenil ajustou seu foco, expandindo sua doutrinação ideológica para incluir as "realizações revolucionárias" de Kim Jong Il e a "brilhância" da política Songun (militar primeiro). Essa adaptação reflete a capacidade da Liga de incorporar e promover as diretrizes ideológicas estabelecidas pela liderança suprema do país.
De acordo com Ken E. Gause, a Liga da Juventude Patriótica Socialista exerce um controle rigoroso sobre a cultura ideológica e os grupos organizados de todos os jovens. Ela monitora quaisquer mudanças no modo de pensar da sociedade que possam surgir com a mudança de gerações. Além disso, a Liga organiza todos os jovens para se envolverem ativamente na produção, construção e serviço militar, funcionando como um mecanismo de mobilização de massa. A Liga também desempenha um papel crucial na restrição de quaisquer formas de grupos ou ações de oposição entre a juventude da Coreia do Norte, demonstrando seu papel na manutenção da estabilidade política e social.
O jornal oficial da Liga é o Chongnyon Jonwi. A organização também possui uma equipe esportiva, o Hwaebul Sports Club, indicando seu envolvimento em atividades que promovem a união e o espírito coletivo entre os jovens.